# Hexatoma caesia
Hexatoma caesia är en tvåvingeart som beskrevs av Evgenyi Nikolayevich Savchenko 1979. Hexatoma caesia ingår i släktet Hexatoma och familjen småharkrankar. Inga underarter finns listade i Catalogue of Life.